# Рота смерти

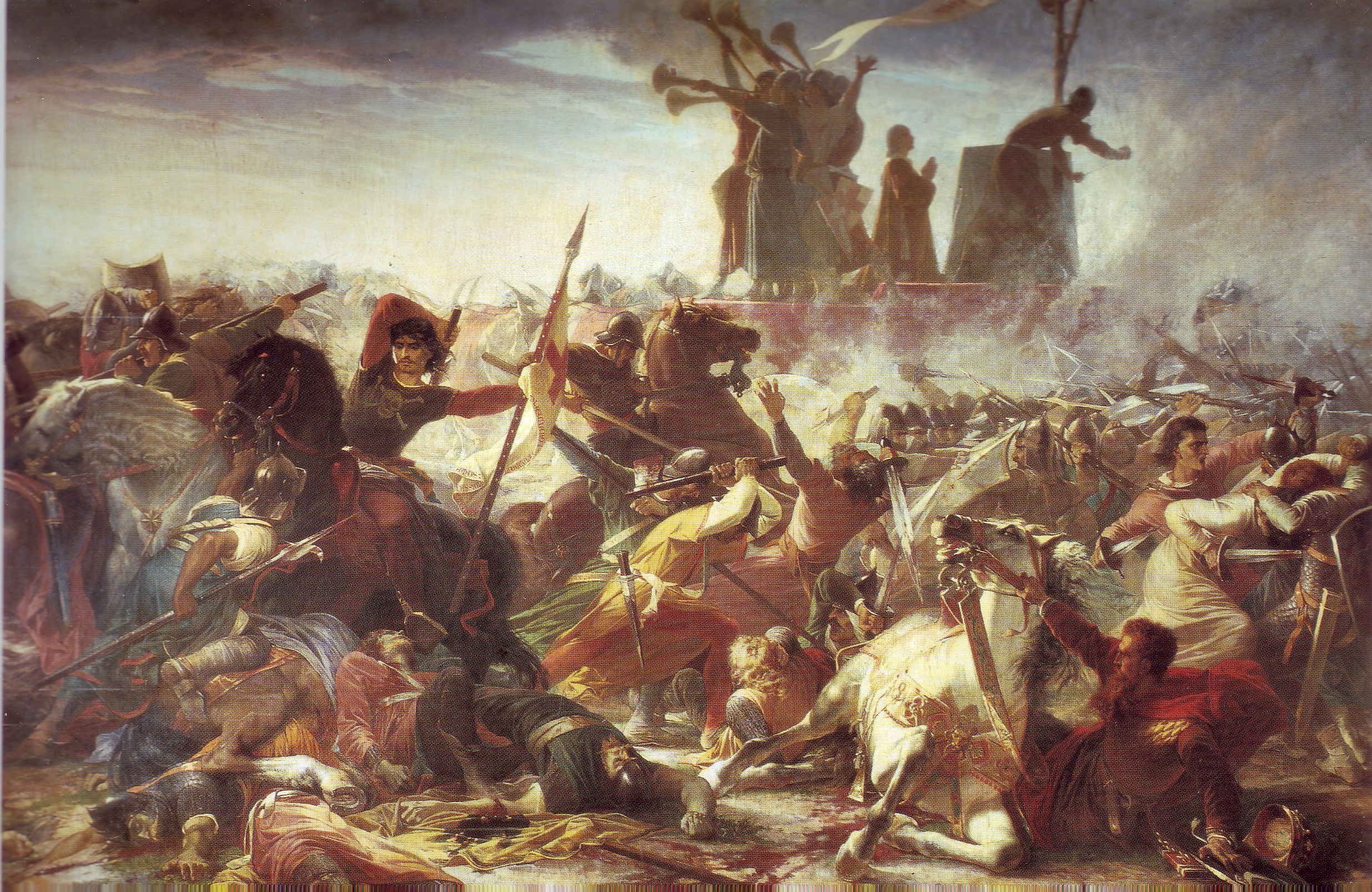
Рота смерти в битве при Леньяно 1176 года, работы итальянского художника XIX века Амоса Кассиоли.

Рота смерти (итал. Compagnia della Morte) — название, используемое в исторической литературе для двух тактических групп, отрядов воинов из Милана и Ломбардской лиги, которые, действуя вместе во время битвы, обеспечивали охрану карроччо, на котором находился штандарт Ломбардской лиги.
Она участвовала в Битве при Леньяно против армии императора Фридриха Барбароссы и была причиной его решительного поражения. Две группы солдат, которые входили в состав Роты смерти, назывались «Рота карроччо» и «Рыцари смерти».

## Рота карроччо
Рота карроччо состояла из 300 пехотинцев — молодых добровольцев из Милана, связанных присягой умереть, защищая карроччо. Они сражались, выстроившись в каре вокруг карроччо, вооружённые большими щитами и копьями.

## Рыцари смерти
Рота смерти, также известная по некоторым источникам до позднего XIX столетия как Рыцари смерти — название временного военного объединения средневековых кавалеристов, исторически не очень хорошо задокументированное, которое согласно исторической традиции было организовано и вооружено его лидером Альберто да Джуссано. Оно имело величайшее значение во время битвы при Леньяно, где защищало карроччо Ломбардской лиги против германской армии Фридриха Барбароссы.
Рота эта была набрана в спешке, а так как пехота Ломбардской лиги была лишена поддержки тяжёлой кавалерии, то лошади для неё были набраны Альберто да Джуссано вокруг Брешии и в других восточных районах Ломбардии, оплачены им же и взяты на вооружение лигой. В данном случае тот факт, что компания состояла из тяжёлой кавалерии, следует понимать не как классическую кавалерию из рыцарей, оруженосцев и конных ратников, а скорее как «пехота на лошадях» или «лёгкая кавалерия». Участники компании были чрезвычайно жестокими и в бою наносили большой урон противнику.
Согласно миланскому хронисту Гальвано Фьямма, рота состояла из 900 солдат, но более современные источники уменьшают эту цифру до 300 или, что более вероятно, до 500.
Согласно исторической традиции, они носили гербовые накидки чёрного или тёмно-серого цвета, возможно с изображением черепа. Также это изображение могло быть и на их традиционных небольших деревянных щитах.
Согласно плохо задокументированным, но вполне надёжным источникам, их боевым кличем, или мотто, было «Ambroeus!» (что абсолютно расходится с их происхождением из Брешии).
Как доказательство быстрого появления Роты смерти и специфической роли в ходе битвы при Леньяно можно рассматривать тот факт, что о её дальнейшем существовании нет никаких сведений.

## Хроники
| Saputo dell' arrivo dell’imperatore, i Milanesi ordinarono di preparare le armi per poter resistere. E viene fatta una società di novecento uomini eletti che combattevano su grandi cavalli i quali giurano che nessuno sarebbe fuggito dal campo di battaglia per paura della morte e non avrebbero permesso che nessuno tradisse il comune di Milano; e inoltre giurarono che sarebbero scesi in campo a combattere contro l’imperatore ogni giorno. A quel punto la comunità scelse le armi e il vessillo e ad ognuno venne dato un anello in mano; e vennero reclutati come cavalieri al soldo del comune così che, se qualcuno fosse fuggito, sarebbe stato ucciso. Capo di questa società era Alberto da Giussano che aveva il vessillo del comune. Poi venne fatta un’altra società di fanti scelti per la custodia del carroccio, i quali tutti giurarono di preferire morire che fuggire dal campo di battaglia. E vengono fatte trecento navi a forma di triangolo e sotto ad ognuna c’erano sei cavalli coperti, così da non essere visti, che trascinavano le navi. In ogni nave vi erano dieci uomini che muovevano falci per tagliare l’erba dei prati come i marinai muovono i remi: era una costruzione terribile contro i nemici (Galvano Fiamma, Chronica Galvanica cap. 291 f. 81v). | Информированные о приближении Императора, миланцы (руководство) скомандовали вооружаться и дать ему отпор. И рота из 900 избранных мужчин, воюющая на больших лошадях, поклялась, что ни один из них не покинет поля боя в страхе смерти и они не позволят никому предать Магистрат Милана, а также что они каждый день посвятят войне против Императора. Магистрат выбрал им оружие и штандарт, вручил каждому из них кольцо и нанял их как кавалерию за плату, которую им выделял город, с обещанием что если кто из них сбежит с поля боя, тот будет убит немедленно. Главным в этой роте был Альберто да Джуссано, который нёс городской флаг. За ними пришла другая рота пехоты, которой поручили опеку карроччо, и каждый из них поклялся, что он скорее умрёт, но поля боя не покинет. И были изготовлены 300 повозок («кораблей»), и в каждую из них было впряжено шесть лошадей, покрытых бронёй. И в каждую из них посажены десять человек с косами, которыми косят траву, чтобы рубить врагов так, как моряки вёслами рубят воду. Это было страшное оружие против врага. (Гальвано Фиамма, Chronica Galvanica cap. 291 f. 81v). |  |

Значение этих «боевых повозок» очень похоже на анахронизм. Они были использованы, без малейшего успеха, за несколько лет до битвы при Леньяно миланским мастером гильдии и членом магистрата Мастро Джительмо в предыдущей битве в землях между Ро и Леньяно в 1160 году. Возможно, хроникёр смешивает факты, и так как их эффективное использование при Леньяно не упоминалось больше нигде, то, скорее всего, мы имеем дело с очередным описанием «божественного вмешательства».